# チューリッヒ室内管弦楽団
チューリッヒ室内管弦楽団（チューリッヒしつないかんげんがくだん、独：Zürcher Kammerorchester）は、スイスのチューリッヒを本拠地とする室内オーケストラである。

## 概要
1945年にエドモン・ド・シュトウツにより設立される。以来管弦楽団はシュトウツが率いていたが、1995年にハワード・グリフィスに引き継がれ、2006年から5年間 ムハイ・タンが芸術監督兼首席指揮者、2011年からロジャー・ノリントンが4代目首席指揮者、2016年からダニエル・ホープが音楽監督を務める。
主なレコーディングは、シュトウツ指揮でスッペの「レクイエム」、シュトウツ指揮・ミケランジェリ独奏でハイドンのピアノ協奏曲集、グリフィス指揮でモーツァルト交響曲シリーズやエディタ・グルベローヴァ他独唱でハイドンの「天地創造」などがある。